# グロットレ
グロットレ（イタリア語: Grottole）は、イタリア共和国バジリカータ州マテーラ県にある、人口約2,100人の基礎自治体（コムーネ）。

## 地理

### 位置・広がり

#### 隣接コムーネ
隣接するコムーネは以下の通り。括弧内のBAはバーリ県所属を示す。
- フェッランディーナ
- グラッサーノ
- グラヴィーナ・イン・プーリア (BA)
- イルシーナ
- マテーラ
- ミリオーニコ
- サランドラ
- トリカーリコ

## 自然・環境
マテーラ、ミリオーニコ、グロットレにかけての Riserva regionale San Giuliano は、ラムサール条約登録湿地である。イタリアのラムサール条約登録地一覧も参照。

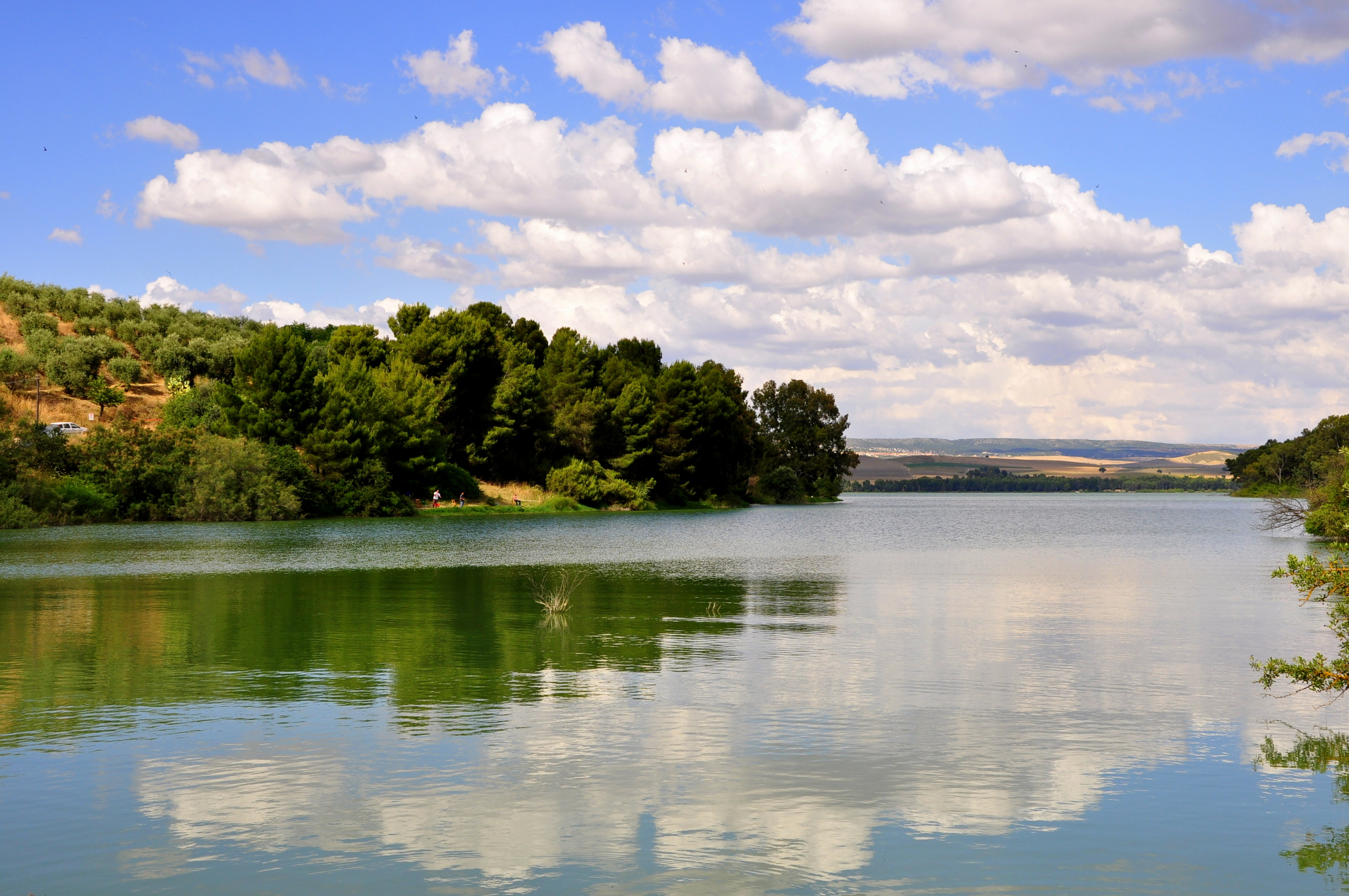